# ニューヨーク市地下鉄A系統
ニューヨーク市地下鉄A系統（ニューヨークしちかてつAけいとう）は、マンハッタンのインウッド-207丁目駅と、クイーンズのオゾン・パーク-レファーツ・ブールバード駅、ファー・ロッカウェイ-モット・アベニュー駅、及びロッカウェイ・パーク-ビーチ116丁目駅を結ぶ、ニューヨーク市地下鉄のBディビジョンに属する運行系統の一つ。ラインカラーはビビッドブルー。系統名は8番街線急行 (Eighth Avenue Express) である。

## 概要
1932年に運行を開始した系統で、マンハッタンの西側を南北に縦断し、ブルックリンを横断した後クイーンズにいたる。インウッド-207丁目駅からハイ・ストリート駅まではIND8番街線、ジェイ・ストリート-メトロテック駅からオゾン・パーク-レファーツ・ブールバード駅まではINDフルトン・ストリート線を、アケダクト競馬場駅からファー・ロッカウェイ-モット・アベニュー駅とロッカウェイ・パーク-ビーチ116丁目駅へはINDロッカウェイ線を経由する。

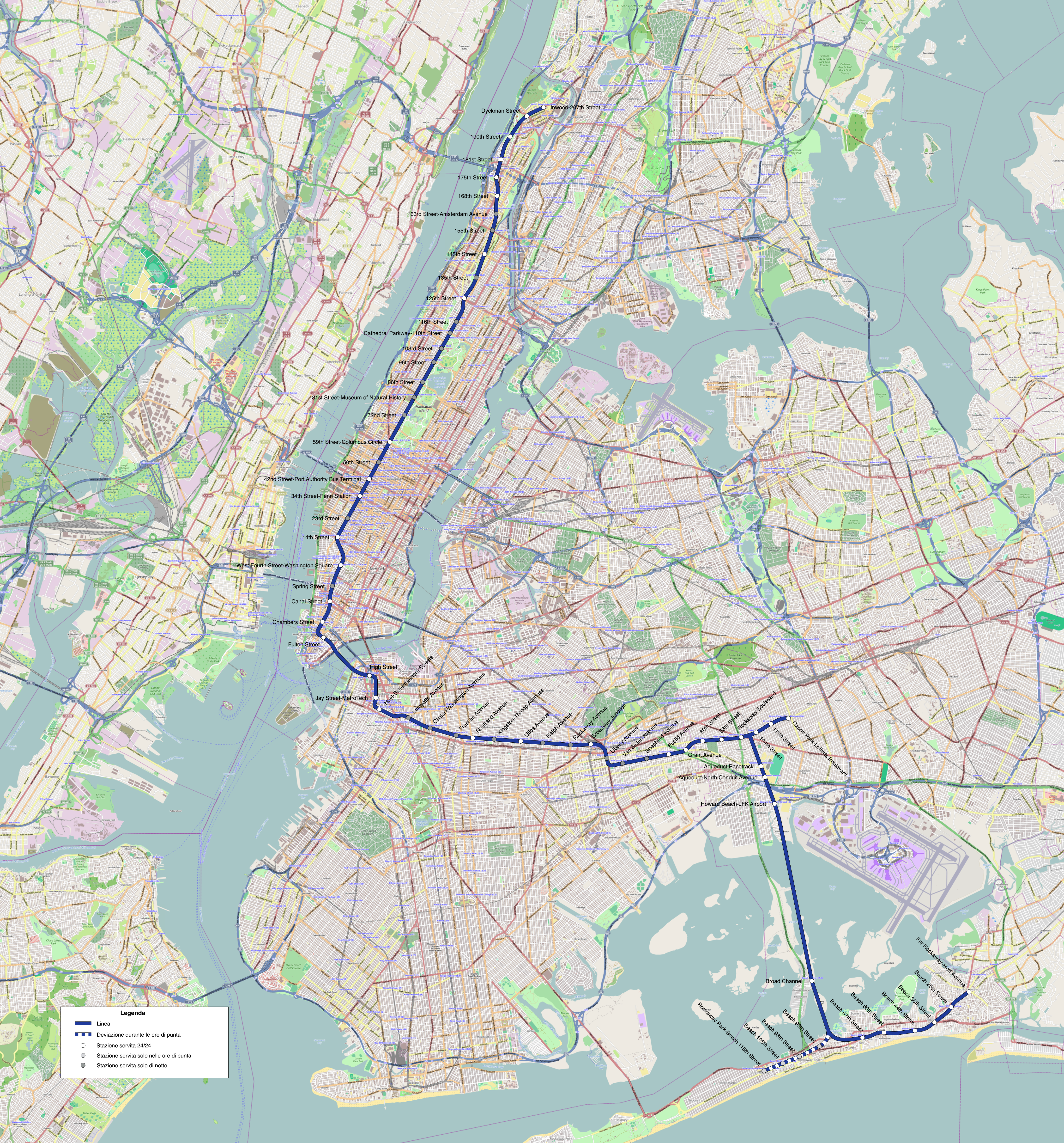
正縮尺で描いたA系統の路線図。

## 歴史
1932年9月10日、市営の独立地下鉄網 (IND) 最初の路線としてIND8番街線が開業した際に、AA系統と共に登場した。運行区間はA系統が207丁目駅（現在のインウッド-207丁目駅）～チェンバーズ・ストリート駅、AA系統が168丁目駅～ハドソン・ターミナル駅（現在のワールド・トレード・センター駅）間であった。A系統は当初から168丁目駅から両系統の分岐するキャナル・ストリート駅までの区間で急行運転を行っており、線路もそれを見越して複々線で建設されていた。
翌1933年2月1日にクランベリー・ストリート・トンネルが開通すると、A系統の運行区間はイースト川を越えてジェイ・ストリート-ボロー・ホール駅（現在のジェイ・ストリート-メトロテック駅）まで延長されブルックリンへと乗り入れた。さらに1933年3月20日にはブルックリン線（現在のINDカルバー線）の開業に伴いバーゲン・ストリート駅まで、同年10月7日には更なる延伸によりチャーチ・アベニュー駅まで運行区間が延長された。しかし1936年4月9日にINDフルトン・ストリート線が開業すると同線ロッカウェイ・アベニュー駅まで乗り入れることとなり、同時にブルックリン線への乗り入れは廃止された。
それ以降も路線網の拡大にあわせ運行区間は東へと延長され続け、1946年にはユークリッド・アベニュー駅、1956年にはオゾン・パーク・レファーツ・ブールバード駅、1958年にはファー・ロッカウェイ-モット・アベニュー駅に乗り入れ、現在の全運行区間が開業した。最終的に現在の運行体系が確立されたのは1999年である。

### 年表
- 1932年9月10日　8番街線207丁目駅～チェンバーズ・ストリート駅間開業にあわせ運行開始。
- 1933年2月1日　 チェンバーズ・ストリート駅からフルトン・ストリート線ジェイ・ストリート-ボロー・ホール駅まで延長。
  - 3月20日　ブルックリン線開業に合わせ同線バーゲン・ストリート駅まで延長。
  - 10月7日　同線の延伸に合わせチャーチ・アベニュー駅まで延長。
- 1936年4月9日　フルトン・ストリート線の開業に合わせジェイ・ストリート-ボロー・ホール駅から同線ロッカウェイ・アベニュー駅まで延長。ジェイ・ストリート-ボロー・ホール駅～チャーチ・アベニュー駅間の運行は廃止される。
- 1946年12月30日　同線の延伸に合わせブロードウェイ-イースト・ニューヨーク駅（現在のブロードウェイ・ジャンクション駅）まで延長。
- 1948年11月28日　同線の延伸に合わせユークリッド・アベニュー駅まで延長。
- 1949年10月29日　ラッシュ時に限り急行運転をブロードウェイ-イースト・ニューヨーク駅まで延長。同時に各駅停車としてE系統が運行開始。
- 1956年4月29日　同線の延伸に合わせ深夜を除く平日に限りオゾン・パーク-レファーツ・ブールバード駅まで延長。
  - 6月28日　ロッカウェイ線の開業に合わせロッカウェイ・ブールバード駅～ロッカウェイ・パーク駅（現在のロッカウェイ・パーク-ビーチ116丁目駅）・ウェーブクレスト駅（現在のビーチ25丁目駅）まで延長。
- 1957年1月27日　日中のロッカウェイ線への乗り入れを廃止。代替としてユークリッド・アベニュー駅～ウェーブクレスト駅間のシャトル便の運行を開始。
- 1958年1月16日　同線の延伸に合わせファー・ロッカウェイ-モット・アベニュー駅まで延長。
  - 9月8日　日中の全電車がオゾン・パーク-レファーツ・ブールバード駅行きとなり、代替としてロッカウェイ方面へはユークリッド・アベニュー駅からロッカウェイ線の両終点までのシャトル運行が開始される。
- 1959年9月（日付不明）　ブルックリンにおいて終日各駅停車となり、入れ替わりでE系統が急行運転を開始する。
- 1963年（日付不明）　E系統がロッカウェイ線への乗り入れを開始したのに合わせ、当系統はユークリッド・アベニュー駅、またはオゾン・パーク-レファーツ・ブールバード駅への各駅停車となる。
- 1967年7月9日　当系統が平日日中と夕方、週末に限りロッカウェイ線への乗り入れを再開。
- 1972年（日付不明）　平日のラッシュ時にもロッカウェイ線への乗り入れを再開する。
- 1974年1月6日　フルトン・ストリート線内での急行運転を再開。入れ替わりでE系統が各駅停車に戻る。
- 1990年（日付不明）　深夜の運行をオゾン・パーク-レファーツ・ブールバード駅行きからファー・ロッカウェイ-モット・アベニュー駅行きに変更。代替としてユークリッド・アベニュー駅～オゾン・パーク-レファーツ・ブールバード駅間のシャトル便を運行開始する。
- 1999年（日付不明）　夕方と週末にフルトン・ストリート線での急行運転を開始する。
- 2005年1月23日　チェンバーズ・ストリート駅の信号機器室で火災が発生、当系統とC系統が運転見合わせとなる。当初は復旧に数年かかると見込まれていたが、予備機材への交換で同年4月21日に通常運転を再開した。
- 2012年10月　ハリケーン・サンディによりロッカウェイ線が大きな被害を受け、ロッカウェイ方面への電車はハワードビーチ-JFK空港駅で折り返しとなる。ロッカウェイ線内では臨時にH系統をロッカウェイ・パーク-ビーチ116丁目駅～ビーチ90丁目駅間で運行。
- 2013年5月30日　ロッカウェイ線内での通常運転を再開。

## 運行形態
| 路線                             | 始発                                 | 終着                                      | 走行線路 | 時間帯             | 時間帯             | 時間帯           | 時間帯           | 時間帯             |
| 路線                             | 始発                                 | 終着                                      | 走行線路 | オゾン・パーク方面 | オゾン・パーク方面 | ロッカウェイ方面 | ロッカウェイ方面 | ロッカウェイ方面   |
| 路線                             | 始発                                 | 終着                                      | 走行線路 | 深夜帯以外         | 深夜帯             | 深夜帯以外       | 深夜帯           | ラッシュ時混雑方向 |
| -------------------------------- | ------------------------------------ | ----------------------------------------- | -------- | ------------------ | ------------------ | ---------------- | ---------------- | ------------------ |
| IND8番街線 (全線)                | インウッド-207丁目駅                 | 168丁目駅                                 | 全て     |                    |                    |                  |                  |                    |
| IND8番街線 (全線)                | 163丁目-アムステルダム・アベニュー駅 | キャナル・ストリート駅                    | 急行     |                    |                    |                  |                  |                    |
| IND8番街線 (全線)                | 163丁目-アムステルダム・アベニュー駅 | キャナル・ストリート駅                    | 各駅停車 |                    |                    |                  |                  |                    |
| IND8番街線 (全線)                | チェンバーズ・ストリート駅           | ハイ・ストリート駅                        | 全て     |                    |                    |                  |                  |                    |
| INDフルトン・ストリート線 (全線) | ジェイ・ストリート-メトロテック駅    | シェパード・アベニュー駅                  | 急行     |                    |                    |                  |                  |                    |
| INDフルトン・ストリート線 (全線) | ジェイ・ストリート-メトロテック駅    | シェパード・アベニュー駅                  | 各駅停車 |                    |                    |                  |                  |                    |
| INDフルトン・ストリート線 (全線) | ユークリッド・アベニュー駅           | ユークリッド・アベニュー駅                | 全て     |                    |                    |                  |                  |                    |
| INDフルトン・ストリート線 (全線) | グラント・アベニュー駅               | ロッカウェイ・ブールバード駅              | 各駅停車 |                    |                    |                  |                  |                    |
| INDフルトン・ストリート線 (全線) | 104丁目駅                            | オゾン・パーク-レファーツ・ブールバード駅 | 各駅停車 |                    |                    |                  |                  |                    |
| INDロッカウェイ線 (全線)         | アケダクト競馬場駅                   | ハワード・ビーチ-JFKエアポート駅          | 各駅停車 |                    |                    |                  |                  |                    |
| INDロッカウェイ線 (全線)         | ブロード・チャンネル駅               | ブロード・チャンネル駅                    | 全て     |                    |                    |                  |                  |                    |
| INDロッカウェイ線 (全線)         | ビーチ67丁目駅                       | ファー・ロッカウェイ-モット・アベニュー駅 | 全て     |                    |                    |                  |                  |                    |
| INDロッカウェイ線 (全線)         | ビーチ90丁目駅                       | ロッカウェイ・パーク-ビーチ116丁目駅      | 全て     |                    |                    | 一部列車のみ     |                  |                    |

24時間運転を実施しており、日中はインウッド-207丁目駅～オゾン・パーク-レファーツ・ブールバード駅間と、インウッド-207丁目駅～ファー・ロッカウェイ-モット・アベニュー駅間の2つの系統が運行されている。時刻表上はインウッド-207丁目駅行きが北行 (Northbound)、ロッカウェイ方面の電車が南行 (Southbound) と案内されている。ロッカウェイ・パーク-ビーチ116丁目駅発着の電車は平日の朝ラッシュ時の北行、夕ラッシュ時の南行のみ運行されている。北行、南行ともに路線の端から端まで通しでの運転が基本ではあるが、例外として南行のロッカウェイ・パーク-ビーチ116丁目行は168丁目駅始発であり、また深夜と早朝にのみユークリッド・アベニュー駅～オゾン・パーク-レファーツ・ブールバード駅間の区間便が存在する。
また系統名の通り168丁目駅からユークリッド・アベニュー駅の間で急行運転を行っており、それ以外の区間では各駅に停車する。急行運転区間には各駅停車のC系統が運行されており、通過駅へ向かう場合はこちらに乗り換えることになる。ほかにも50丁目駅～キャナル・ストリート駅間ではE系統、145丁目駅～59丁目-コロンバス・サークル駅間では平日に限りB系統が各駅に停車するのでこれらも利用可能である。深夜にはC系統を運休し当系統が各駅に停車する措置をとっているが、145丁目駅～59丁目-コロンバス・サークル駅間ではD系統が急行運転を終日行うため乗り間違いに注意が必要である。
2014年2月現在のMTA公式の時刻表では、インウッド-207丁目駅からロッカウェイ・ブールバード駅までは日中8～10分間隔、平日の朝夕のラッシュ時には6～9分間隔で運行されている。ロッカウェイ・ブールバード駅ではオゾン・パーク方面の電車とロッカウェイ方面の電車が分岐するため、同駅より東、及び南の区間では運行間隔が大きく開いている。深夜は平日、土休日ともファー・ロッカウェイ-モット・アベニュー駅発着の電車のみが20分間隔で運行され、ロッカウェイ・ブールバード駅～オゾン・パーク-レファーツ・ブールバード駅間はユークリッド・アベニュー駅始終のシャトル列車のみの運行となる。

## 駅一覧
| 凡例                                    | 凡例                       |
| --------------------------------------- | -------------------------- |
| Stops all times                         | 終日停車                   |
| Stops all times except late nights      | 深夜を除き終日停車         |
| Stops late nights only                  | 深夜のみ停車               |
| Stops weekdays only                     | 平日のみ停車               |
| Station closed                          | 休止または廃止             |
| Stops rush hours only                   | ラッシュ時のみ停車         |
| Stops rush hours in peak direction only | ラッシュ時混雑方向のみ停車 |
| 時間帯詳細                              |                            |

| Lef.                                                     | FR                     | RP                                      | 駅                                            | バリアフリー・アクセス            | 地下鉄乗り換え                                                                                               | 接続・備考 |
| -------------------------------------------------------- | ---------------------- | --------------------------------------- | --------------------------------------------- | --------------------------------- | --- | --- |
| マンハッタン区                                           |                        |                                         |                                               |                                   | | |
| 8番街線                                                  |                        |                                         |                                               |                                   | | |
| Stops all times except late nights                       | Stops all times        | ↑                                       | インウッド-207丁目駅                          | バリアフリー・アクセス            | | Bx12セレクト・バス・サービス                                                                                           |
| Stops all times except late nights                       | Stops all times        | Stops rush hours in peak direction only | ダイクマン・ストリート駅                      |                                   | | ラッシュ時に当駅始終の列車あり                                                                                         |
| Stops all times except late nights                       | Stops all times        | Stops rush hours in peak direction only | 190丁目駅                                     | エレベーターは地上-改札間のみ     | | |
| Stops all times except late nights                       | Stops all times        | Stops rush hours in peak direction only | 181丁目駅                                     | エレベーターは地上-改札間のみ     | | |
| Stops all times except late nights                       | Stops all times        | Stops rush hours in peak direction only | 175丁目駅                                     | バリアフリー・アクセス            | | ジョージ・ワシントン・ブリッジ・バスターミナル                                                                         |
| Stops all times except late nights                       | Stops all times        | Stops rush hours in peak direction only | 168丁目駅                                     | バリアフリー・アクセス            | C 1 (IRTブロードウェイ-7番街線)                                                                              | ラッシュ時に当駅始終の設定あり                                                                                         |
| \|                                                       | Stops late nights only | \|                                      | 163丁目-アムステルダム・アベニュー駅          |                                   | | |
| \|                                                       | Stops late nights only | \|                                      | 155丁目駅                                     |                                   | | Bx6セレクト・バス・サービス                                                                                            |
| Stops all times except late nights                       | Stops all times        | Stops rush hours in peak direction only | 145丁目駅                                     |                                   | C B D (INDコンコース線)                                                                                      | |
| \|                                                       | Stops late nights only | \|                                      | 135丁目駅                                     |                                   | | |
| Stops all times except late nights                       | Stops all times        | Stops rush hours in peak direction only | 125丁目駅                                     | バリアフリー・アクセス            | B C D | ラガーディア空港行きM60セレクト・バス・サービス                                                                        |
| \|                                                       | Stops late nights only | \|                                      | 116丁目駅                                     |                                   | | |
| \|                                                       | Stops late nights only | \|                                      | カテドラル・パークウェイ-110丁目駅            |                                   | | |
| \|                                                       | Stops late nights only | \|                                      | 103丁目駅                                     |                                   | | |
| \|                                                       | Stops late nights only | \|                                      | 96丁目駅                                      |                                   | | |
| \|                                                       | Stops late nights only | \|                                      | 86丁目駅                                      |                                   | | M86セレクト・バス・サービス                                                                                            |
| \|                                                       | Stops late nights only | \|                                      | 81丁目-自然史博物館駅                         |                                   | | M79セレクト・バス・サービス                                                                                            |
| \|                                                       | Stops late nights only | \|                                      | 72丁目駅                                      |                                   | | |
| Stops all times except late nights                       | Stops all times        | Stops rush hours in peak direction only | 59丁目-コロンバス・サークル駅                 | バリアフリー・アクセス            | B C D 1 2 (IRTブロードウェイ-7番街線)                                                                        | |
| \|                                                       | Stops late nights only | \|                                      | 50丁目駅                                      | ↓                                 | E (INDクイーンズ・ブールバード線)                                                                            | 障害者対応は南行のみ                                                                                                   |
| Stops all times except late nights                       | Stops all times        | Stops rush hours in peak direction only | 42丁目-ポート・オーソリティ・バスターミナル駅 | バリアフリー・アクセス            | C E 1 2 3 (IRTブロードウェイ-7番街線) 7 (IRTフラッシング線) N Q R W (BMTブロードウェイ線) S (42丁目シャトル) | ポート・オーソリティ・バスターミナル M34Aセレクト・バス・サービス                                                      |
| Stops all times except late nights                       | Stops all times        | Stops rush hours in peak direction only | 34丁目-ペン・ステーション駅                   | バリアフリー・アクセス            | C E | M34/M34Aセレクト・バス・サービス アムトラック、ロングアイランド鉄道、ニュージャージー・トランジット (ペンシルベニア駅) |
| \|                                                       | Stops late nights only | \|                                      | 23丁目駅                                      |                                   | E | M23セレクト・バス・サービス                                                                                            |
| Stops all times except late nights                       | Stops all times        | Stops rush hours in peak direction only | 14丁目駅                                      | バリアフリー・アクセス            | C E L (BMTカナーシー線)                                                                                      | |
| Stops all times except late nights                       | Stops all times        | Stops rush hours in peak direction only | 西4丁目-ワシントン・スクエア駅                | バリアフリー・アクセス            | C E B D F <F> M (IND6番街線)                                                                                 | PATH9丁目駅 |
| \|                                                       | Stops late nights only | \|                                      | スプリング・ストリート駅                      |                                   | E | |
| Stops all times except late nights                       | Stops all times        | Stops rush hours in peak direction only | キャナル・ストリート駅                        |                                   | C E | |
| Stops all times except late nights                       | Stops all times        | Stops rush hours in peak direction only | チェンバーズ・ストリート駅                    | Elevator access to mezzanine only | C E 2 3 (IRTブロードウェイ-7番街線) N R W (BMTブロードウェイ線)                                              | PATHワールド・トレード・センター駅                                                                                     |
| Stops all times except late nights                       | Stops all times        | Stops rush hours in peak direction only | フルトン・ストリート駅                        | バリアフリー・アクセス            | C 2 3 (IRTブロードウェイ-7番街線) 4 5 (IRTレキシントン・アベニュー線) J Z (BMTナッソー・ストリート線)        | PATHワールド・トレード・センター駅                                                                                     |
| ブルックリン区                                           |                        |                                         |                                               |                                   | | |
| Stops all times except late nights                       | Stops all times        | Stops rush hours in peak direction only | ハイ・ストリート駅                            |                                   | C | |
| フルトン・ストリート線                                   |                        |                                         |                                               |                                   | | |
| Stops all times except late nights                       | Stops all times        | Stops rush hours in peak direction only | ジェイ・ストリート-メトロテック駅             | バリアフリー・アクセス            | C F <F> (INDカルバー線) N R W (BMT4番街線)                                                                   | |
| Stops all times except late nights                       | Stops all times        | Stops rush hours in peak direction only | ホイト-スカーマーホーン・ストリーツ駅         | Elevator access to mezzanine only | C G (INDクロスタウン線)                                                                                      | |
| \|                                                       | Stops late nights only | \|                                      | ラファイエット・アベニュー駅                  |                                   | | |
| \|                                                       | Stops late nights only | \|                                      | クリントン-ワシントン・アベニュース駅         |                                   | | |
| \|                                                       | Stops late nights only | \|                                      | フランクリン・アベニュー駅                    | バリアフリー・アクセス            | SF (BMTフランクリン・アベニュー線)                                                                           | |
| Stops all times except late nights                       | Stops all times        | Stops rush hours in peak direction only | ノストランド・アベニュー駅                    |                                   | C | B44セレクト・バス・サービス LIRRアトランティック支線ノストランド・アベニュー駅                                         |
| \|                                                       | Stops late nights only | \|                                      | キングストン-スループ・アベニュース駅         |                                   | | JFK空港行きB15バス |
| Stops all times except late nights                       | Stops all times        | Stops rush hours in peak direction only | ユーティカ・アベニュー駅                      | バリアフリー・アクセス            | C | B46セレクト・バス・サービス                                                                                            |
| \|                                                       | Stops late nights only | \|                                      | ラルフ・アベニュー駅                          |                                   | | |
| \|                                                       | Stops late nights only | \|                                      | ロッカウェイ・アベニュー駅                    |                                   | | |
| Stops all times except late nights                       | Stops all times        | Stops rush hours in peak direction only | ブロードウェイ・ジャンクション駅              |                                   | C J Z (BMTジャマイカ線) L (BMTカナーシー線)                                                                  | |
| \|                                                       | Stops late nights only | \|                                      | リバティ・アベニュー駅                        |                                   | | |
| \|                                                       | Stops late nights only | \|                                      | ヴァン・シックレン・アベニュー駅              |                                   | | |
| \|                                                       | Stops late nights only | \|                                      | シェパード・アベニュー駅                      |                                   | | |
| Stops all times                                          | Stops all times        | Stops rush hours in peak direction only | ユークリッド・アベニュー駅                    | バリアフリー・アクセス            | C | 深夜帯に運転されるシャトル列車の北端駅                                                                                 |
| Stops all times                                          | Stops all times        | Stops rush hours in peak direction only | グラント・アベニュー駅                        |                                   | | |
| クイーンズ区                                             |                        |                                         |                                               |                                   | | |
| Stops all times                                          | Stops all times        | Stops rush hours in peak direction only | 80丁目駅                                      |                                   | | |
| Stops all times                                          | Stops all times        | Stops rush hours in peak direction only | 88丁目駅                                      |                                   | | |
| Stops all times                                          | Stops all times        | Stops rush hours in peak direction only | ロッカウェイ・ブールバード駅                  |                                   | | Q52/Q53セレクト・バス・サービス                                                                                        |
| レファーツ・ブールバード方面とロッカウェイ方面が分岐する |                        |                                         |                                               |                                   | | |
|                                                          |                        |                                         |                                               |                                   | | |
| Stops all times                                          | 運行なし               | 運行なし                                | 104丁目駅                                     |                                   | | |
| Stops all times                                          | 運行なし               | 運行なし                                | 111丁目駅                                     |                                   | | |
| Stops all times                                          | 運行なし               | 運行なし                                | オゾン・パーク-レファーツ・ブールバード駅     | バリアフリー・アクセス            | | JFK空港行きQ10バス |
|                                                          |                        |                                         |                                               |                                   | | |
| ロッカウェイ線                                           |                        |                                         |                                               |                                   | | |
| 運行なし                                                 | ↑                      | ↑                                       | アケダクト競馬場駅                            | ↑                                 | | 北行列車のみ停車 |
| 運行なし                                                 | Stops all times        | Stops rush hours in peak direction only | アケダクト-ノース・コンジット・アベニュー駅   |                                   | | |
| 運行なし                                                 | Stops all times        | Stops rush hours in peak direction only | ハワード・ビーチ-JFKエアポート駅              | バリアフリー・アクセス            | | エアトレインJFK |
| 運行なし                                                 | Stops all times        | Stops rush hours in peak direction only | ブロード・チャンネル駅                        |                                   | SR (ロッカウェイ・パーク・シャトル)                                                                          | Q52/Q53セレクト・バス・サービス                                                                                        |
| ファー・ロッカウェイ方面とロッカウェイ・パーク方面が分岐 |                        |                                         |                                               |                                   | | |
|                                                          |                        |                                         |                                               |                                   | | |
| ファー・ロッカウェイ支線                                 |                        |                                         |                                               |                                   | | |
| 運行なし                                                 | Stops all times        | 運行なし                                | ビーチ67丁目駅                                |                                   | | Q52セレクト・バス・サービス                                                                                            |
| 運行なし                                                 | Stops all times        | 運行なし                                | ビーチ60丁目駅                                |                                   | | Q52セレクト・バス・サービス                                                                                            |
| 運行なし                                                 | Stops all times        | 運行なし                                | ビーチ44丁目駅                                |                                   | | |
| 運行なし                                                 | Stops all times        | 運行なし                                | ビーチ36丁目駅                                |                                   | | |
| 運行なし                                                 | Stops all times        | 運行なし                                | ビーチ25丁目駅                                |                                   | | |
| 運行なし                                                 | Stops all times        | 運行なし                                | ファー・ロッカウェイ-モット・アベニュー駅     | バリアフリー・アクセス            | | LIRRファー・ロッカウェイ支線ファー・ロッカウェイ駅                                                                     |
|                                                          |                        |                                         |                                               |                                   | | |
| ロッカウェイ・パーク支線 (ラッシュ時のみ)                |                        |                                         |                                               |                                   | | |
| 運行なし                                                 | 運行なし               | Stops rush hours in peak direction only | ビーチ90丁目駅                                |                                   | SR | Q52セレクト・バス・サービス                                                                                            |
| 運行なし                                                 | 運行なし               | Stops rush hours in peak direction only | ビーチ98丁目駅                                |                                   | SR | Q53セレクト・バス・サービス                                                                                            |
| 運行なし                                                 | 運行なし               | Stops rush hours in peak direction only | ビーチ105丁目駅                               |                                   | SR | Q53セレクト・バス・サービス                                                                                            |
| 運行なし                                                 | 運行なし               | Stops rush hours in peak direction only | ロッカウェイ・パーク-ビーチ116丁目駅          | バリアフリー・アクセス            | SR | Q53セレクト・バス・サービス                                                                                            |